# Charles François de Cisternay du Fay
Charles François de Cisternay du Fay (Parigi, 14 settembre 1698 – Parigi, 16 luglio 1739) è stato un chimico francese e intendente del Jardin du roi.
È famoso per essere stato il primo scienziato ad affermare l'esistenza di un'elettricità positiva ed una negativa.

## Biografia
Figlio e nipote di soldati, François du Fay intraprese dapprima la carriera di famiglia e combatté nel reggimento di Piccardia, guadagnando il grado di capitano. Ma fin da 1723, si interessò alle scienze naturali ed ottenne il ruolo di collaboratore nella classe di chimica dell'Accademia delle scienze. Contribuì prolificamente alle Storie dell'accademia, studiando in particolare la fosforescenza e l'elettrizzazione per strofinio. Le sue qualità di sperimentatore erano state riconosciute a tal punto che fu incaricato dai suoi colleghi di mettere a punto dei test chimici per il controllo della qualità delle tinture.
Luigi XV nominò nel 1732 il giovane chimico primo amministratore, ovvero direttore, del Jardin des Plantes, all'epoca Jardin du roi. Secondo Fontenelle, Du Fay "fece di questo giardino, trascurato prima di lui, il più bello d'Europa". Accompagnò il cardinale di Rohan a Roma, dove acquistò il gusto per le antichità, fu promosso nel 1733 a membro pensionato dell'Accademia delle scienze, e partì l'anno seguente in una missione in Inghilterra con altri accademici per studiare la forza (la resistenza alla riduzione) dei boschi.
A partire da 1733, si dedicò essenzialmente alla botanica ed alle proprietà ottiche dei cristalli, in particolare alla birifrangenza del quarzo e della calcite.
François du Fay contrasse il vaiolo nel luglio 1739, e ne morì in pochi giorni. La sua successione, presa dal conte di Buffon, nell'amministrazione generale del Jardin du roi fu all'inizio piuttosto contestata, perché molti accademici si aspettavano che du Monceau ottenesse tale incarico.